# Азиридин
Азиридин (азациклопропан, этиленимин) — азотсодержащее гетероциклическое соединение. Относится к циклическим аминам. Высокотоксичное вещество, обладающее ярко выраженным канцерогенным и мутагенным действием.

## Свойства
Азиридин — бесцветная, токсичная, летучая жидкость с характерным запахом аминов. Легко растворим в воде и большинстве органических растворителей.
Азиридин является высокореакционноспособным соединением. Он вступает в реакции как с раскрытием, так и с сохранением цикла.

### Реакции с сохранением цикла
К этим реакциям относятся в основном реакции образования координационных соединений с ионами металлов, а также реакции замещения водорода в N-H связи:

### Реакции с раскрытием цикла
Реакции азиридина с рядом веществ, имеющих активный атом водорода, протекают по механизму протонирования атома азота молекулы азиридина и последующей нуклеофильной атаки на один из атомов углерода. При этом происходит реакция присоединения с раскрытием цикла. Реакция полимеризации азиридина до полиэтиленимина протекает по аналогичной схеме:

## Получение
Азиридин в промышленных количествах получают по реакции циклизации этаноламина. Промежуточным продуктом является 2-аминоэтилсульфат:
Прямая конверсия этаноламина в присутствии ниобиевых катализаторов при 380oC также даёт азиридин:
Кроме того, для получения азиридина исходным сырьём служит 1,2-дихлорэтан:

## Применение
Азиридин используется при получении полиэтиленимина, аминоэтилировании полимеров. Производные азиридина используются как сшивающие агенты в производстве полимеров.
Триэтиленмеламин, этиленфосфорамиды и некоторые другие производные этиленамина обладают способностью купировать митоз растительных и животных клеток.

## Меры безопасности при работе с азиридином
Азиридин токсичен, легко проникает сквозь кожу, вызывает тяжёлые отравления, проявляет тератогенную, канцерогенную и мутагенную активность.
Ввиду токсичности, летучести и коррозионной активности азиридина должны быть приняты меры по его улавливанию (в промышленности — это скрубберы, орошаемые водным раствором тиосульфата аммония).